# Tutzing–Kochel-vasútvonal

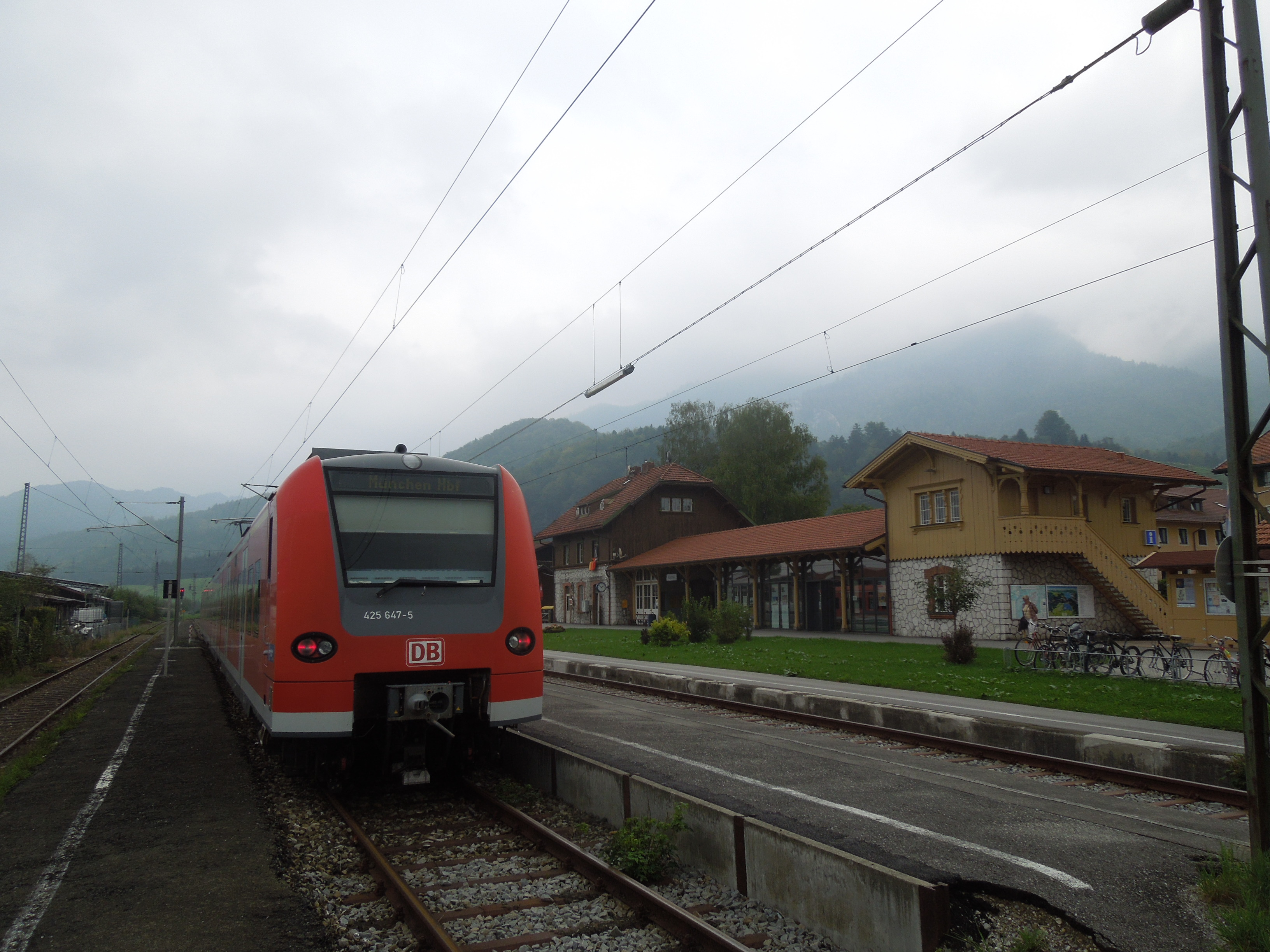
Kochel am See, a vonal végállomása egy DB 425 sorozatú villamos motorvonattal 2012 szeptemberében

A Tutzing–Kochel-vasútvonal, vagy más néven a Kochelseebahn egy normál nyomtávú, 35,4 km hosszú, 15 kV, 16,7 Hz-cel villamosított vasútvonal Tutzing és Kochel am See között Németországban. A München–Garmisch-Partenkirchen-vasútvonalból ágazik ki Tutzing állomásnál (Tutzing a müncheni S-Bahn S6-os járatának a végállomása), majd 35 km után egy fejállomásban végződik.
Nevét a végállomásnál található Kochel nevű alpesi tóról kapta. A vonalat a Deutsche Bahn üzemelteti, 2013 decemberéig DB 425 sorozatú villamos motorvonatokkal, majd decembertől a Bombardier Talent2 vonataival. A vonal villamosítása 1925 március 4. lett kész.
A vasútvonalon érvényes a Bayern-Ticket és a Werdenfels-Ticket is.

## Állomások galériája
Néhány vasútállomás a vonalról:

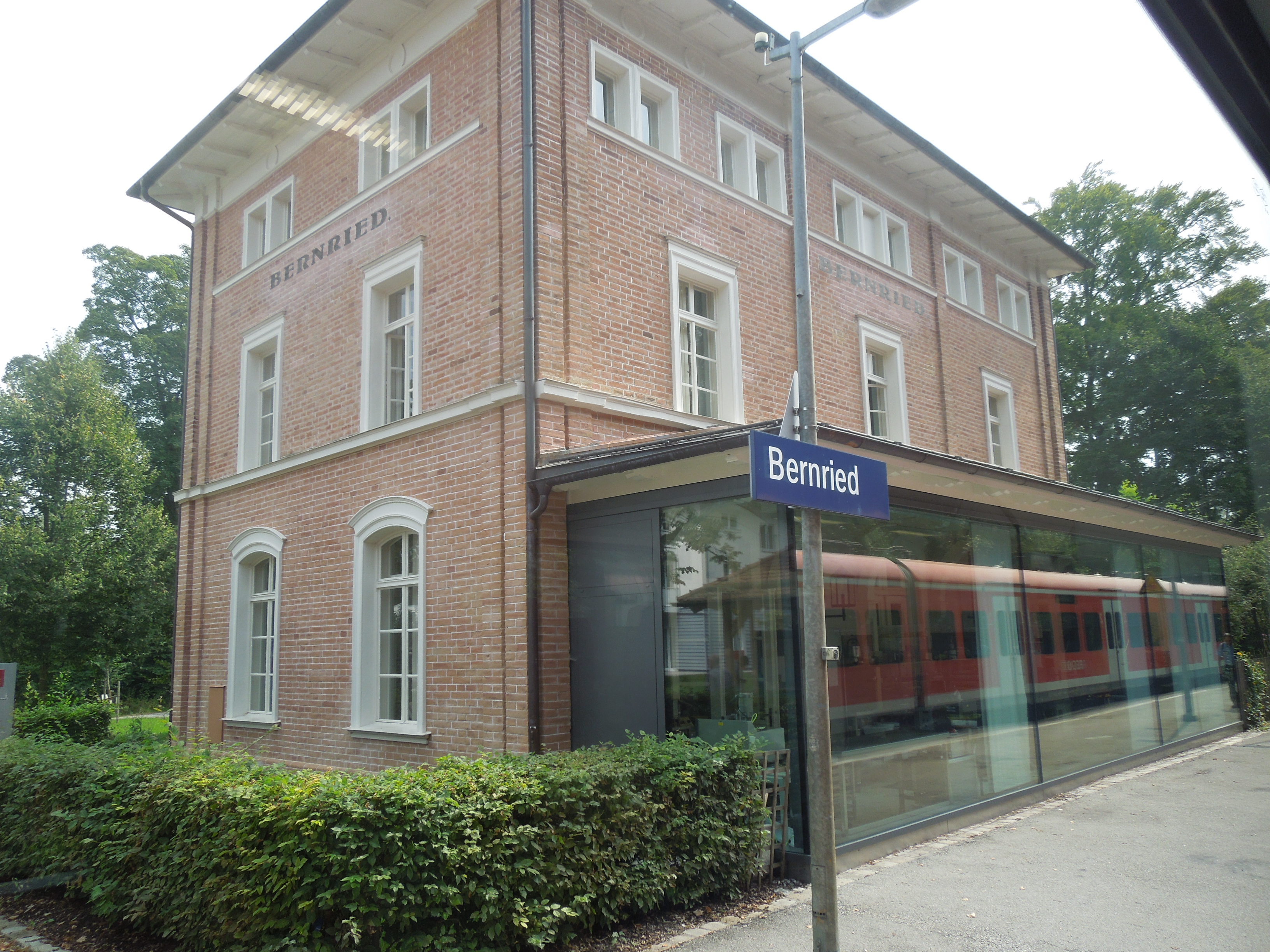
Bernried
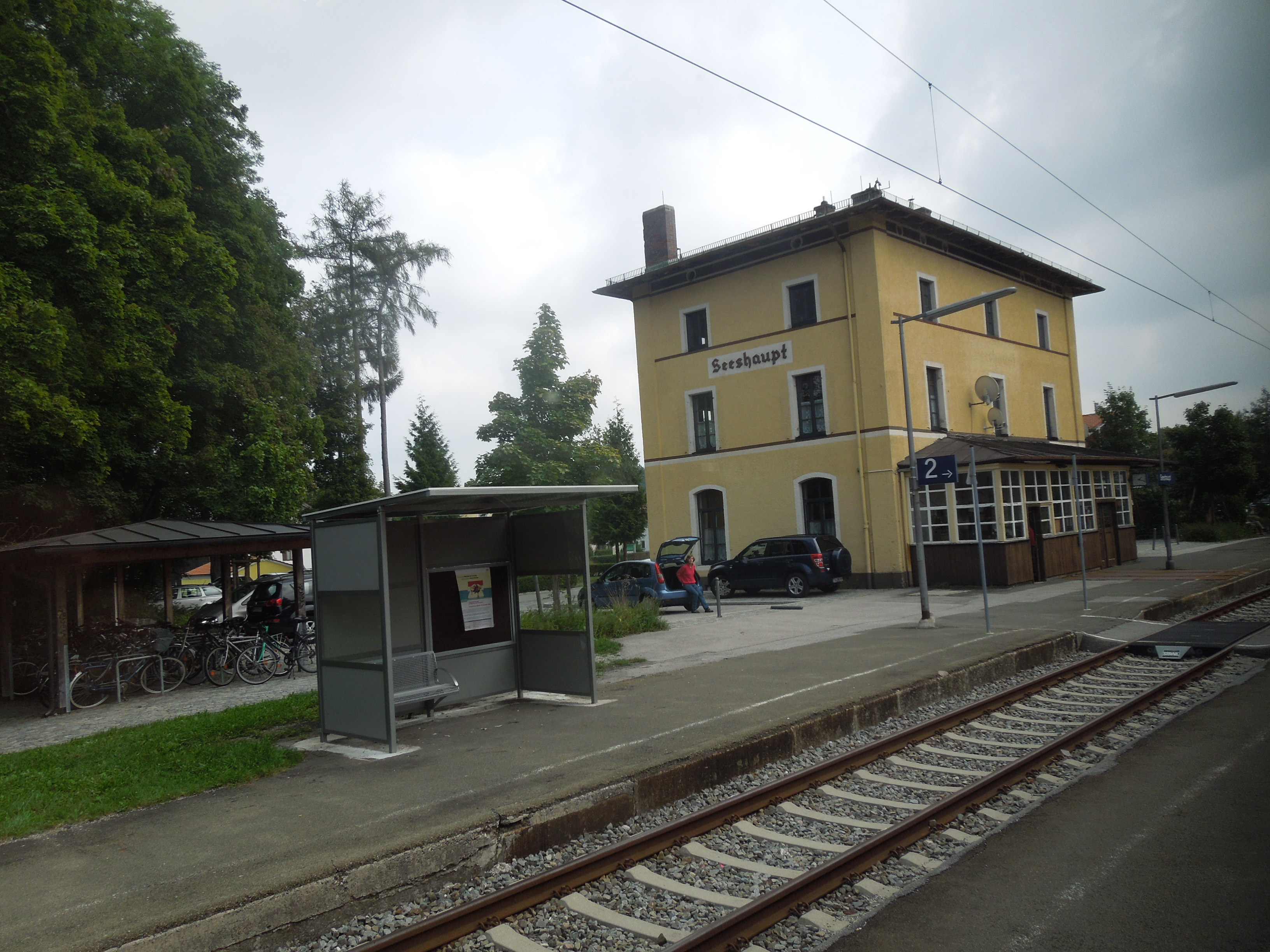
Seeshaupt
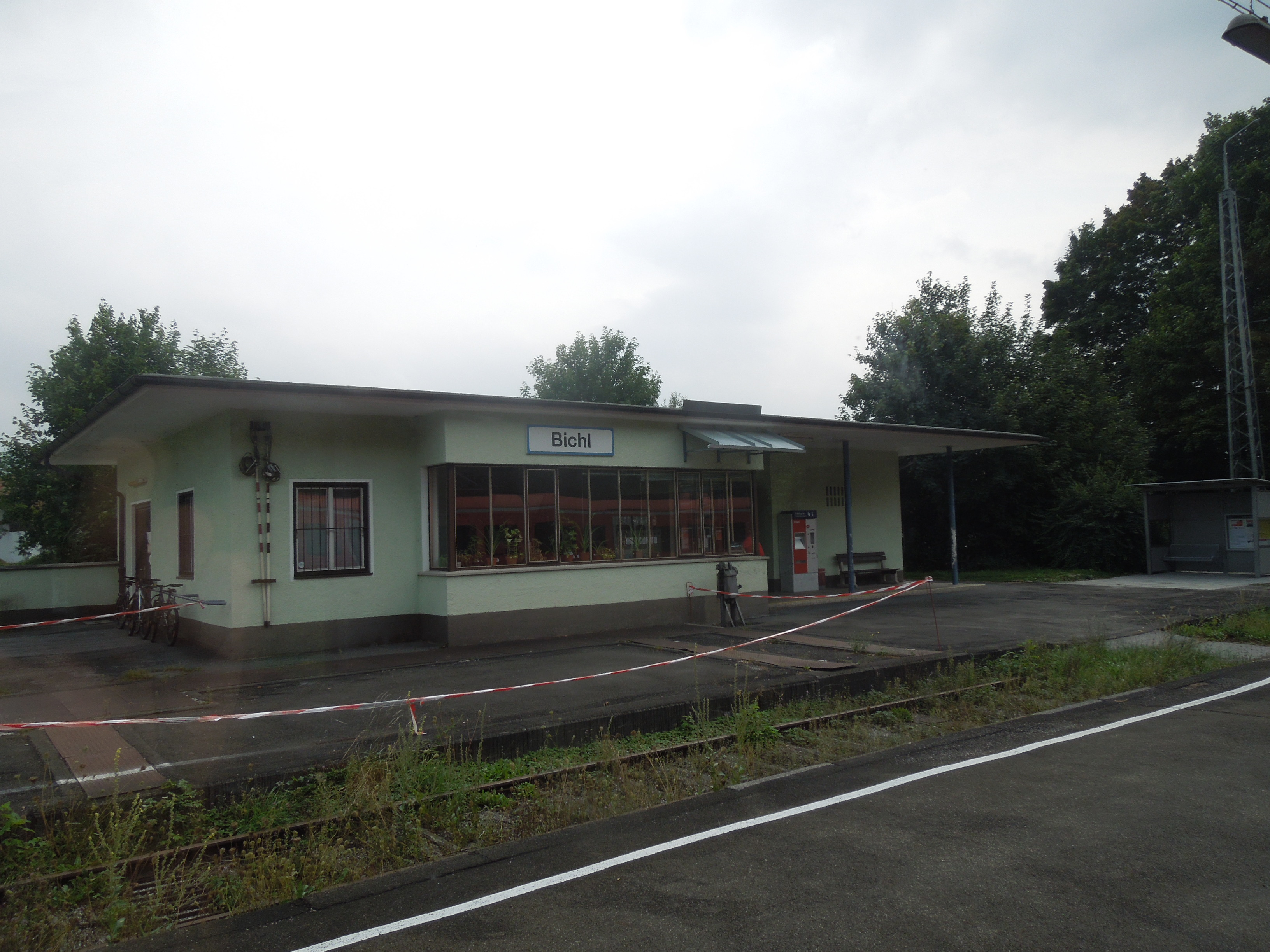
Bichl
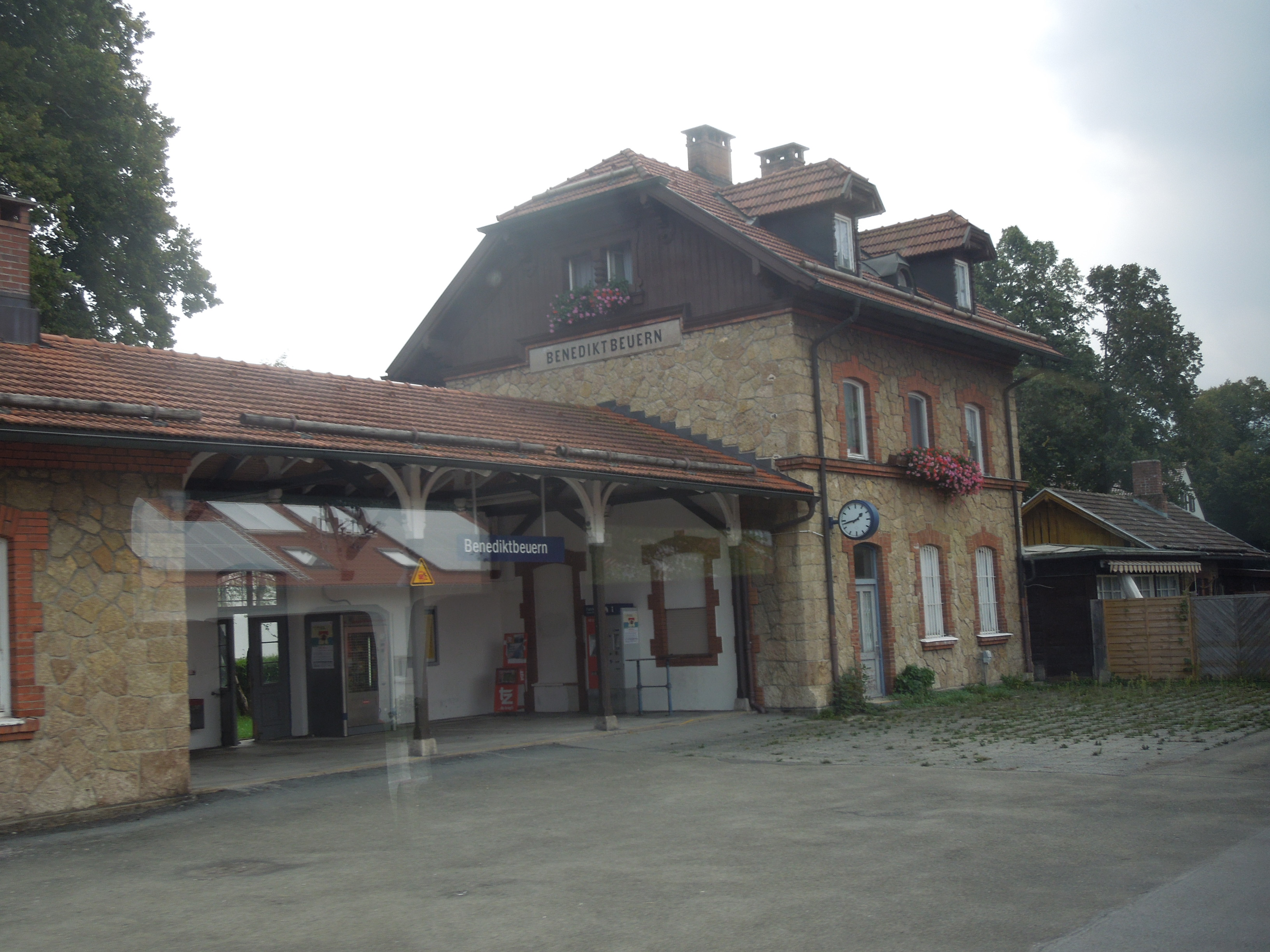
Benediktbeuern
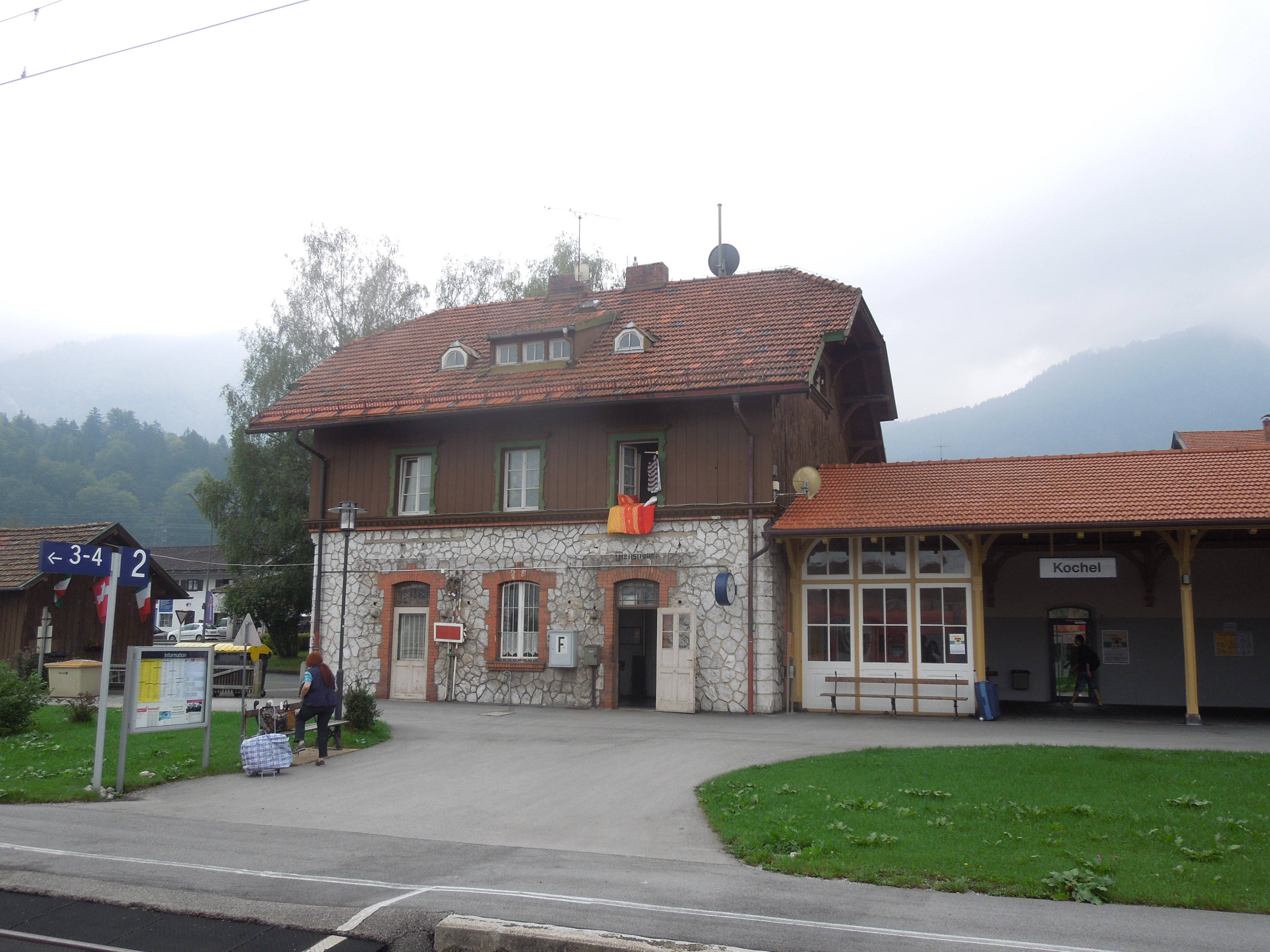
Kochel